# SMVdanmark
SMVdanmark (indtil 25. oktober 2017 Håndværksrådet) er en dansk erhvervsorganisation for små og mellemstore virksomheder inden for bl.a. industri, byggeri og service. Organisationen har hovedkontor på Islands Brygge og arbejder for at forbedre vilkårene for at drive virksomhed i Danmark, blandt andet med hensyn til konkurrenceevne. Navneskiftet fra det traditionsrige navn Håndværksrådet til SMVdanmark skete som led i en strategi for at favne bredere end de traditionelle håndværksfag.
Haandværksraadet blev grundlagt i 1940 og blev fusioneret med Fællesrepræsentationen for dansk Industri og Haandværk (hvis oprindelse går tilbage til 1879) i 1950. I dag har SMVdanmark 18.000 medlemsvirksomheder, hvoraf de fleste er medlemmer af rådet gennem 30 faglige organisationer og 65 tværfaglige organisationer.
SMVdanmarks formand er civilingeniør Niels Techen, og organisationens administrerende direktør er Jakob Brandt, der tiltrådte den 1. juli 2020.